# Verbandsgemeinde Traben-Trarbach

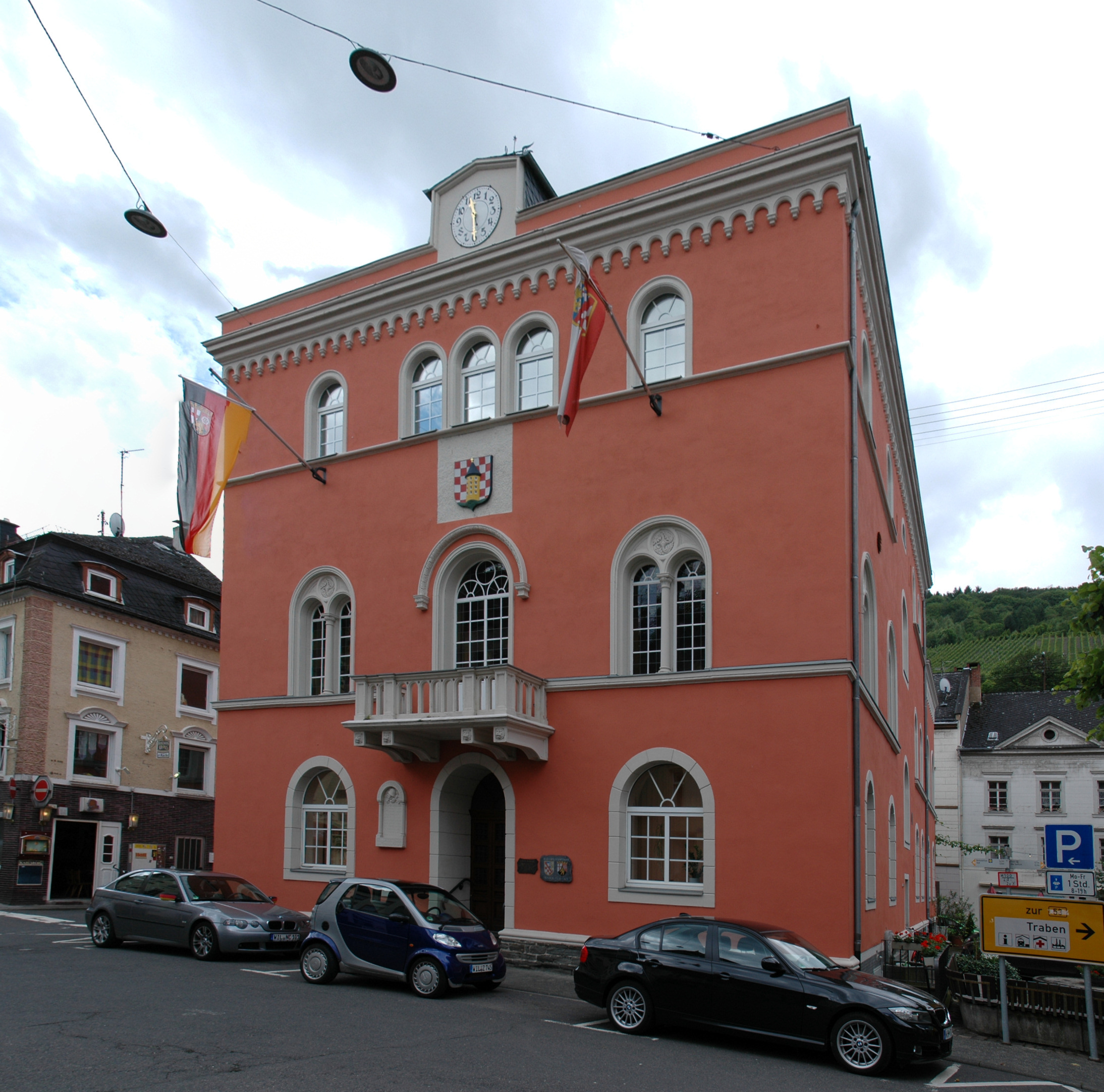
Rathaus, Sitz der Verwaltung der Verbandsgemeinde Traben-Trarbach

Die Verbandsgemeinde Traben-Trarbach ist eine Gebietskörperschaft im Landkreis Bernkastel-Wittlich in Rheinland-Pfalz. Der Verbandsgemeinde gehören die Stadt Traben-Trarbach sowie 15 weitere Ortsgemeinden an, der Verwaltungssitz ist in der Stadt Traben-Trarbach. Im Verwaltungsgebiet leben über 17.000 Einwohner.
Die neue Verbandsgemeinde Traben-Trarbach entstand am 1. Juli 2014 aufgrund eines Landesgesetzes aus den gleichzeitig aufgelösten Verbandsgemeinden Kröv-Bausendorf und Verbandsgemeinde Traben-Trarbach (1968–2014).

## Verbandsangehörige Gemeinden
| Ortsgemeinde, Stadt              | Fläche (km²) | Einwohner |
| -------------------------------- | ------------ | --------- |
| Bausendorf                       | 11,86        | 1.420     |
| Bengel                           | 27,47        | 839       |
| Burg (Mosel)                     | 3,37         | 351       |
| Diefenbach                       | 1,42         | 92        |
| Enkirch                          | 25,43        | 1.389     |
| Flußbach                         | 6,86         | 430       |
| Hontheim                         | 24,78        | 848       |
| Irmenach                         | 16,38        | 624       |
| Kinderbeuern                     | 5,56         | 1.035     |
| Kinheim                          | 9,07         | 760       |
| Kröv                             | 14,74        | 2.150     |
| Lötzbeuren                       | 10,20        | 475       |
| Reil                             | 12,13        | 952       |
| Starkenburg                      | 1,52         | 214       |
| Traben-Trarbach, Stadt           | 31,35        | 5.421     |
| Willwerscheid                    | 2,46         | 54        |
| Verbandsgemeinde Traben-Trarbach | 204,60       | 17.054    |

(Einwohner am 31. Dezember 2024)

## Geschichte
Die Verbandsgemeinde Traben-Trarbach und die bisherige Verbandsgemeinde Kröv-Bausendorf waren 1968 im Rahmen der ersten rheinland-pfälzischen Verwaltungsreform aus mehreren aus der preußischen Zeit stammenden Ämtern entstanden.
Am 28. September 2010 wurde das „Erste Gesetz zur Kommunal- und Verwaltungsreform“ erlassen mit dem Ziel, Leistungsfähigkeit, Wettbewerbsfähigkeit und Verwaltungskraft der kommunalen Strukturen zu verbessern. Bezüglich der Verbandsgemeinden wurde festgelegt, dass diese mindestens 12.000 Einwohner (Hauptwohnung am 30. Juni 2009) umfassen sollen. Die Verbandsgemeinde Kröv-Bausendorf hatte am Stichtag 8.916, die Verbandsgemeinde Traben-Trarbach 9.483 Einwohner. Innerhalb der bis zum 30. Juni 2012 befristeten sogenannten Freiwilligkeitsphase kam ein freiwilliger Zusammenschluss der beiden Verbandsgemeinde mit benachbarten Gebietskörperschaften nicht zustande.
Im „Landesgesetz über die Bildung der neuen Verbandsgemeinde Traben-Trarbach“ vom 20. Dezember 2013 wurde festgelegt, dass die Verbandsgemeinden Kröv-Bausendorf und Traben-Trarbach zum 1. Juli 2014 aufgelöst wurden und aus ihren Ortsgemeinden eine neue Verbandsgemeinde gebildet wurde. Diese führt ebenfalls den Namen „Traben-Trarbach“.
Die Verbandsgemeinde Kröv-Bausendorf hat hierzu beim rheinland-pfälzischen Oberverwaltungsgericht eine Normenkontrollklage eingereicht. Am 2. November 2015 wurde die Rechtmäßigkeit der Fusion verkündet und die Klage damit abgewiesen (Aktenzeichen: VGH N 36/14).

### Einwohnerentwicklung
| Verbandsgemeinde Traben-Trarbach: Einwohnerzahlen von 2012 bis 2024                                                                | Verbandsgemeinde Traben-Trarbach: Einwohnerzahlen von 2012 bis 2024 | Verbandsgemeinde Traben-Trarbach: Einwohnerzahlen von 2012 bis 2024 | Verbandsgemeinde Traben-Trarbach: Einwohnerzahlen von 2012 bis 2024 | Verbandsgemeinde Traben-Trarbach: Einwohnerzahlen von 2012 bis 2024 |
| --- | ------------------------------------------------------------------- | ------------------------------------------------------------------- | ------------------------------------------------------------------- | ------------------------------------------------------------------- |
| Jahr |                                                                     |                                                                     |                                                                     | Einwohner                                                           |
| 2012 | 2012                                                                |                                                                     | 17.782                                                              | 17.782                                                              |
| 2015 | 2015                                                                |                                                                     | 17.624                                                              | 17.624                                                              |
| 2020 | 2020                                                                |                                                                     | 17.139                                                              | 17.139                                                              |
| 2024 | 2024                                                                |                                                                     | 17.054                                                              | 17.054                                                              |
| Quelle(n): statistik.rlp.de Anmerkung(en): Die Entwicklung der Einwohnerzahl, bezogen auf das heutige Gebiet der Verbandsgemeinde. |                                                                     |                                                                     |                                                                     |                                                                     |

## Politik

### Verbandsgemeinderat
Der Verbandsgemeinderat Traben-Trarbach besteht aus 32 ehrenamtlichen Ratsmitgliedern, die bei der Kommunalwahl am 9. Juni 2024 in einer personalisierten Verhältniswahl gewählt wurden, und dem Bürgermeister als Vorsitzendem.
Die Sitzverteilung im Verbandsgemeinderat:
| Wahl | SPD | CDU | Grüne | FDP | ÖDP | FWG | Gesamt   |
| ---- | --- | --- | ----- | --- | --- | --- | -------- |
| 2024 | 8   | 14  | 2     | 3   | –   | 5   | 32 Sitze |
| 2019 | 10  | 11  | 4     | 4   | –   | 3   | 32 Sitze |
| 2014 | 11  | 12  | 2     | 3   | 1   | 3   | 32 Sitze |

- FWG = Freie Wählergemeinschaft Gemeinsame Zukunft e. V.

### Bürgermeister
Zum Bürgermeister der neuen Verbandsgemeinde wurde am 8. Juni 2014 in einer Stichwahl Marcus Heintel (SPD) mit 59,14 % direkt gewählt. Seine achtjährige Amtszeit begann am 1. Juli 2014. Bei der Direktwahl am 6. März 2022 wurde er mit einem Stimmenanteil von 67,9 % für weitere acht Jahre in seinem Amt bestätigt.

### Wappen
| Wappen von Verbandsgemeinde Traben-Trarbach | Blasonierung: „Gespalten durch eine eingebogene goldene Spitze, darin, unter rot gefütterter goldener Krone rot gezungt- und bewehrter schwarzer Doppeladler mit silbernem Herzschild, darin rotes Balkenkreuz, vorn rot-silber geschacht, hinten blau-silber gerautet mit rot gezungt-, bewehrt und bekröntem steigendem goldenen Löwen.“ |
| Wappen von Verbandsgemeinde Traben-Trarbach | |

### Partnerschaften
Die Verbandsgemeinde Traben-Trarbach unterhält eine Kommunalpartnerschaft mit der französischen Stadt Selles-sur-Cher.